# Valkyria (Liseberg)
Valkyria est un parcours de montagnes russes construit par Bolliger & Mabillard. Il est situé à Liseberg, dans la ville de Göteborg en Suède. C'est la machine plongeante la plus longue et le plus haute d'Europe. Le nom provient de la mythologie nordique : les Valkyries sont des créatures destinées à mener les guerriers vers la mort.

## Histoire
La construction de Valkyria fait partie d'un investissement de 250 millions de couronnes suédoises. Durant les 2 ans de transformations de la zone de Balder, le parc a construit Loke, un Gyro Swing d'Intamin, remplaçant Spinrock, une attraction de Zamperla. Puis, Valkyria remplace Kanonen, des montagnes russes lancées construites par Intamin, ouvertes de 2005 à 2016. La nouvelle zone est sur le thème de la mythologie nordique.

## Parcours
En sortant de la station, le train accède directement à la montée initiale, le menant à sa hauteur maximale : 47 mètres. Arrivé en haut, le train faire un virage sur la droite avant de se placer sur le bord. Le train s’arrête quelques secondes, puis semble chuter sur cinquante mètres de voie. La chute est plus grande car le train entre dans un tunnel, la vitesse maximale de 105 km/h est atteinte à ce moment-là. En ressortant du tunnel, les passagers entrent dans un immelmann, la première inversion. Ensuite, le train aborde un virage à droite avant la seconde inversion : un zero-g roll. Après un virage, le train emprunte un bosse puis se dirige vers la troisième et dernière inversion : une heartline roll. Enfin, le train est freiné puis passe sur la table de transfert avant de rentrer dans la station.

## Trains
Les trains sont composés de trois wagons, arrangés en un rang de six places, pour un total de 18 passagers par train. Un total de trois trains peuvent circuler sur le parcours en même temps. Les trains possèdent des harnais avec des vestes souples, réputés plus confortables que les harnais solides.